# Herbsttage Blindenmarkt
Die Herbsttage Blindenmarkt sind ein 1990 von Michael Garschall gegründetes Operettenfestival im Mostviertel in Niederösterreich. Das Festival findet jährlich im Herbst statt und verzeichnete bisher insgesamt 30 Operetten-Eigenproduktionen sowie Operetten- und Opernrevuen, Schauspiel-Eigenproduktionen („Familienstücke“), Konzerte wie Sonntagsmatineen und das „Konzert für alle“ am österreichischen Nationalfeiertag sowie die Mini-Herbsttage für das jüngste Publikum. In den letzten 35 Jahren wurden nach Angaben der Veranstalter über 320.000 Besucher verzeichnet.

## Operetten-Aufführungen und Neuinterpretationen
Den Hauptteil des Programms bildet eine jährliche Operettenproduktion. In den ersten zwei Jahren wurden jedoch Gala-Abende veranstaltet, bei denen Nummern von Opern und Operetten zu hören waren. Seit 1992 zeigen die „Herbsttage“ in der zum Theaterraum umfunktionierten Turnhalle der Mittelschule Blindenmarkt eine ganze Operette. Die erste Produktion war Lehárs Die lustige Witwe, später kamen weitere bedeutende Werke bekannter Komponisten hinzu.
Der auf Operetten spezialisierte Dirigent Kurt Dlouhy ist musikalischer Leiter und für die Orchester- und Choreinstudierung zuständig. Zu seinem 75. Geburtstag übernahm er 2024 zum letzten Mal die musikalische Leitung bei Raymonds Maske in Blau. Sein Nachfolger, Dirigent und Chorleiter Thomas Böttcher, hatte bisher das Co-Dirigat und die Studioleitung inne.
Isabella Gregor und Gernot Kranner, führten bei Operettenproduktionen der Herbsttage oft Regie. 2021 hatte Kammersängerin Daniela Fally ihr Regiedebüt, 2023 Tenor Andreas Sauerzapf. Die Solistenrollen werden von professionell ausgebildeten Sängern gesungen und gespielt. Auf der Bühne unterstützt werden diese von den Tänzern, dem Herbsttage-Studio, dem Herbsttage-Chor und dem Kammerorchester Ybbsfeld.
Zum 15-jährigen Bestehen der „Herbsttage“ fand ein Symposium zum Thema „Operette heute“ mit internationalem Echo statt. An der Tagung nahmen Manfred Wagner (Uni Wien), Mathias Spohr (Zürich), Robert Herzl, Uwe Theimer, KS Adele Haas sowie Anton Mayer und Michael Blees (ORF-Kultur) teil.

## Möglichkeiten für junge Künstler
2022 wurde vom Intendanten Michael Garschall das Operettenstudio initiiert, um jungen Theaterinteressierten zwischen 15 und 20 Jahren im Zuge eines Stipendiums die Möglichkeit zu geben, Erfahrungen im Bereich Gesang, Schauspiel und Tanz zu sammeln.

## Mitwirkende (Auswahl)
Bei den Herbsttagen wirkten u. a. Klaus Maria Brandauer, Dana Gillespie, Michael Heltau, Heinz Zuber, Peter Rapp, Heilwig Pfanzelter, Isabel Weicken, Daniela Fally, Gabriele Schuchter, Susanna Hirschler, Stefano Bernardin, Dany Sigel und Elisabeth Engstler mit.

## Orchester und Festspielchor
Bis 2010 spielte das „Orchester der Herbsttage Blindenmarkt“; danach das „Operettenorchester der Anton-Bruckner-Privatuniversität Linz“ bis 2011. Von 2012 bis 2015 spielte das „Kammerorchester der Anton-Bruckner-Privatuniversität Linz“ und seit 2016 das „Kammerorchester Ybbsfeld“. Der Chor der Herbsttage Blindenmarkt besteht aus Personen aus Blindenmarkt und der Umgebung. Einige kleinere Solistenrollen werden auch von Laiendarstellern gespielt.

## Publikum, Auslastung
70 Prozent der Besucher kommen aus der Region, 30 Prozent aus den benachbarten Bundesländern Wien und Oberösterreich. Die Auslastung des Festivals liegt bei 100 Prozent. Die Herbsttage Blindenmarkt verzeichnen nach Angaben der Veranstalter rund 13.000 bis 14.000 Besucher pro Saison.

## Neue Spielstätte ab 2016
Die Festspiele fanden bis zur Saison 2016 in der Turnhalle der Musikmittelschule Blindenmarkt statt. Diese wurde jedes Jahr zum Theaterraum umfunktioniert und fasste ca. 400 Personen. Mit der Eröffnung der neuen Ybbsfeldhalle im Oktober 2016 wurde ein vielseitiger Bau mit zeitgemäßen Anforderungen fertiggestellt. Der multifunktionale Sportsaal der Musikmittelschule Blindenmarkt kann nun in einen Zuschauerraum verwandelt werden. Dadurch hat sich die Sitzplatz-Kapazität von 400 auf 550 Sitze erhöht. Das angebaute Bühnenhaus dient der Musikmittelschule als Konzert- und Probenraum.
Weiters wurden ein Orchestergraben und ein Foyer gebaut.

## Vermittlungsprogramme
Neben der jährlichen Operettenproduktion gehören bei den Herbsttagen Blindenmarkt seit einigen Jahren auch verschiedene Vermittlungsprojekte zum Programm.

### Familienproduktionen
Das größte dieser Vermittlungsprojekte ist die zur Operette laufende Familienproduktion (ab 5 Jahren und Erwachsene) – von Musicalproduktionen, über Familienfassungen von den zeitgleichen Operettenproduktionen, zu Theaterstücken mit Musik. Ab 2019 fanden Eigenproduktionen unter Regisseur Christoph Sommersguter auch außerhalb Blindenmarkts statt. „Pippi Langstrumpf“ 2019/2020 und „Emil und die Detektive“ spielten im Anschluss an die Aufführungen in Blindenmarkt auch als Gastspiel an anderen österreichischen Spielstätten, wie dem Wiener Theater Akzent und dem burgenländischen Kulturzentrum Mattersburg. Bei den 35. Herbsttagen 2024 war Shlomit Butbul in der Hauptrolle der „Frau Holle“ zu sehen.
Nicht nur über den Veranstaltungsraum stehen die Herbsttage in Verbindung mit der Musikmittelschule Blindenmarkt. Bei zahlreichen Familienproduktionen gab es Kooperationen mit der Musikmittelschule, wo Schüler mit Profis auf der Bühne standen.

### Konzert für alle
Das „Konzert für alle“ findet seit 2019 jährlich am österreichischen Staatsfeiertag, dem 26. Oktober statt (mit Ausnahme von 2020). Das Publikum wird von einem Moderator durch das Konzert geführt, die üblichen Regeln eines klassischen Kulturbetriebs sind dabei außer Kraft gesetzt.
Das Konzert wurde von Michael Garschall initiiert, um Menschen zu unterstützen, denen es finanziell nicht möglich ist, oder die noch Hemmschwellen haben, solche Musikstätten zu besuchen. Das Publikum soll die Musik auf eine neue Weise in einer unkomplizierten und zwanglosen Umgebung erleben. Das Programm umfasst bekannte Werke des klassischen Repertoires und Neues von zeitgenössischen Komponisten.

### Matinee
Die alljährliche Matinee findet am zweiten Sonntag während des Festivals statt und umfasst Kabarett und Wienerlied.

### Initiative „Helfen mit Kunst“
Seit 2007 besteht die Initiative „Helfen mit Kunst“, die von Hilde Umdasch und Michael Garschall ins Leben gerufen wurde. Sie ermöglicht benachteiligten Menschen und einkommensschwachen Familien den kostenlosen Besuch einer verkürzten Version der Operette. Das Publikum setzt sich aus verschiedenen Einladungen an Einrichtungen wie der Caritas, dem Niederösterreichischen Hilfswerk, Pflege- und Pensionistenheimen etc. zusammen. Die Anreise, die Karten und eine Verpflegung werden den Besuchern zur Verfügung gestellt. Das Projekt wird durch die Hilfe von verschiedenen Sponsoren ermöglicht. Diese treten als Gastgeber auf und betreuen, gemeinsam mit dem Ensemble, die Gäste am Tag der Vorstellung. Diese Initiative wurde bereits mit zwei Maecenas ausgezeichnet.

### Mini-Herbsttage
Das anfängliche Experiment der Mini-Herbsttage besteht seit 2022. Die Mitmachkonzerte richten sich an Kinder von 1 bis 4 Jahren. Von 2022 bis 2024 trat Irene Narnhofer als „Hexe Fanny“ auf.

### Konzerte
In den vergangenen Jahren umfasste das Konzertprogramm verschiedene Musikstile, darunter Jazz, Blues, Big-Band-Musik, Disco und Filmmusik, sowie literarisch-musikalische Darbietungen mit Max Müller. 

### Radio NÖ-Frühschoppen
Der ORF Radio NÖ Frühschoppen war zum ersten Mal 2016 im Zuge der Herbsttage Blindenmarkt im Anfang Oktober aus Blindenmarkt zu hören. Weitere Frühschoppen folgten 2019, 2022 und 2024. Programmpunkte von lokalen Ensembles (Jugend- und Trachtenkapelle, Ziaglgwölb Musi, Köllakuchlmusi) sowie Sängern der Herbsttage Blindenmarkt füllten die Sendungen. 

### Live-Stream
Von einigen Produktionen wurden Live-Streams erstellt. So auch von der Operettenproduktion 2021 „Wiener Blut“, dem Konzert für alle III 2022, der Operettenproduktion 2023 „Eine Nacht in Venedig“ und des Familienstückes „Frau Holle“ 2024.

## Organisation
Die Festspiele sind seit 2007 in einem Verein organisiert, dem „Verein zur Durchführung der Herbsttage Blindenmarkt“, Veranstalter ist die Marktgemeinde Blindenmarkt. Der Intendant ist seit der Gründung der Festspiele Michael Garschall. Der Obmann des gemeinnützigen Vereins ist zurzeit Willi Narowetz, Michael Garschall ist der Obmann-Stellvertreter, Christiana Bruckner ist die Kassierin und Dr. Christian Oprießnig ist Schriftführer.
Die Herbsttage finanzieren sich ca. 60 % über den Kartenverkauf. Der Hauptsubventionsgeber ist das Land Niederösterreich.

## Verein der Freundinnen und Freunde der Herbsttage Blindenmarkt
Der "Verein der Freunde der Herbsttage Blindenmarkt" vereinigt unterstützende Mitglieder, Förderer und Gönner. Seit 2006 fungiert Hilde Umdasch als Präsidentin, Adele Haas ist die Ehrenpräsidentin.